# Joyeux Noël Madagascar
Pour plus de détails, voir Fiche technique et Distribution.
Joyeux Noël Madagascar ou Joyeux Madagascar au Québec (Merry Madagascar) est un téléfilm de Noël américain d'animation de format court, issu de la franchise Madagascar. En France, il est diffusé sur TF1 le Jeudi 24 décembre 2009 à 19h20.

## Synopsis
Le Père Noël et ses rennes s'écrasent sur l'île de Madagascar. Impossible pour eux de repartir : le Père Noël a perdu la mémoire ! Le lion Alex, le zèbre Marty, l'hippopotame Gloria, la girafe Melman et les manchots loufoques n'ont plus qu'une mission : sauver Noël...

## Fiche technique
- Titre original : Merry Madagascar
- Titre français : Joyeux Noël Madagascar
- Réalisation : David Soren
- Scénario : Eric Darnell, Tom McGrath et David Soren
- Musique de Heitor Pereira
- Producteur : Joe M. Aguilar
- Société de production : DreamWorks Animation
- Pays de production :  États-Unis

## Distribution
| - Ben Stiller : Alex, le lion - Chris Rock : Marty, le zèbre - David Schwimmer : Melman, la girafe - Jada Pinkett Smith : Gloria, l'hippopotame - Sacha Baron Cohen : King Julian, le Roi des Lémuriens - Cedric the Entertainer : Maurice, le lémurien - Andy Richter : Morty, le petit Lémurien - Carl Reiner : Père Noël - Tom McGrath : Skipper, un manchot | - José Garcia : Alex, le lion - Anthony Kavanagh : Marty, le zèbre - Jean-Paul Rouve : Melman, la girafe - Marina Foïs : Gloria, l'hippopotame - Boris Rehlinger : King Julian, le Roi des Lémuriens - Marc Alfos : Maurice, le Conseiller du Roi des Lémuriens - Emmanuel Garijo : Morty, le petit Lémurien - Vincent Grass : le Père Noël |